# Bordj El Haouas
Pour les articles homonymes, voir Haouas (homonymie).
Bordj El Haouas est une commune de la wilaya de Djanet  en Algérie

## Administration
| Période                                  | Période  | Identité | Étiquette | Qualité |
| ---------------------------------------- | -------- | -------- | --------- | ------- |
|                                          | en cours |          |           |         |
| Les données manquantes sont à compléter. |          |          |           |         |